# Ctenophryne geayi
Ctenophryne geayi é uma espécie de anfíbio da família Microhylidae. Pode ser encontrada no Peru, Equador, Brasil, Colômbia, Venezuela, Guiana, Suriname e Guiana Francesa.